# روندا کنون تاو
روندا کِنون تاو (به انگلیسی: Rhondda Cynon Taf، تلفظ: تلفظ ولزی: [ˈr̥ɔnða ˈkənɔn ˈta:v]) یک شهرستان در ولز است. روندا کنون تاو ۴۲۴ کیلومتر مربع مساحت دارد.

## خواهرخوانده
شهرهای نورتینگن و ولفلبوتل خواهرخوانده‌های روندا کنون تاف هستند.